# 313
Правління Костянтина Великого у Римській імперії. У Китаї править династія Західна Цзінь, в Японії триває період Ямато. У Персії править династія Сассанідів.
На території лісостепової України Черняхівська культура. У Північному Причорномор'ї готи й сармати.

## Події
- Міланський едикт, виданий римським імператором Костянтином І Великим, що урівнював права всіх релігій. Едикт передбачав поверння майна християнам, що постраждали під час переслідувань.
- Максимін Дая бере в облогу й захоплює місто Гераклею.
- Ліциній завдає поразки Максиміну Дая і стає імператором Східної Римської імперії. Максимін Дая вчиняє самогубство.
- 3 грудня помер імператор Діоклетіан.

## Померли
- Максиміан II Дая
- Діоклетіан